# André Gauthier (homme politique, 1915-1994)
Pour les articles homonymes, voir Gauthier.
André Gauthier (né le 6 février 1915 et mort le 24 mai 1994) est un avocat et homme politique fédéral du Québec.

## Biographie
Né à L'Ascension dans le comté de Labelle, André Gauthier devint député du Parti libéral du Canada dans la circonscription fédérale de Lac-Saint-Jean en 1949. Réélu en 1953 et en 1957, il fut défait par le progressiste-conservateur Roger Parizeau en 1958.